# John Kissel
John Kissel (ur. 31 lipca 1864 w Brooklynie, zm. 3 października 1938 tamże) – amerykański polityk, członek Partii Republikańskiej.

## Działalność polityczna
Od 1909 do 1910 zasiadał w New York State Senate. W okresie od 4 marca 1921 do 3 marca 1923 przez jedną kadencję był przedstawicielem 3. okręgu wyborczego w stanie Nowy Jork w Izbie Reprezentantów Stanów Zjednoczonych.